# 华西木蓝
华西木蓝（学名：Indigofera myosurus）为豆科木蓝属下的一个种。

## 扩展阅读
- 維基物種上的相關：华西木蓝